# Aetosaurus
L'aetosauro (gen. Aetosaurus Fraas, 1887) è un rettile estinto, appartenente agli aetosauri. Visse nel Triassico superiore (Norico, circa 215 - 212 milioni di anni fa) e i suoi resti fossili sono stati ritrovati in Europa, Groenlandia e Nordamerica.

## Descrizione
Questo animale non superava il metro e mezzo di lunghezza e, rispetto ad altri aetosauri, era piccolo e primitivo. Al contrario di altri aetosauri evoluti come Desmatosuchus e Typothorax, il carapace di Aetosaurus era lungo e stretto e non possedeva spuntoni laterali. Erano presenti grandi scudi ossei che coprivano il dorso (una fila su ogni lato delle vertebre), molto più larghi che lunghi. Gl scudi laterali, invece, si trovavano al di sotto degli scudi dorsali e formavano una fila su ciascun lato dell'animale, e non portavano alcuna proiezione o spina. Il muso era allungato e sostanzialmente sprovvisto del "grugno" tipico di altri aetosauri.

## Tassonomia
Il genere Aetosaurus venne descritto per la prima volta nel 1877, con la specie tipo Aetosaurus ferratus, dal paleontologo tedesco Oskar Fraas. I fossili rinvenuti comprendevano 22 scheletri articolati, rinvenuti in associazione nello Stubensandtein inferiore in Germania. Trent'anni dopo il figlio di Fraas, Eberhard, descrisse un'altra specie, A. crassicauda, proveniente sempre dalla Germania. Quest'ultima specie può essere distinta da A. ferratus dalla taglia più grande: A. crassicauda poteva raggiungere il metro e mezzo di lunghezza, mentre A. ferratus non superava i 90 centimetri. Secondo Schoch (2007) A. crassicauda è da considerarsi un sinonimo di A. ferratus.

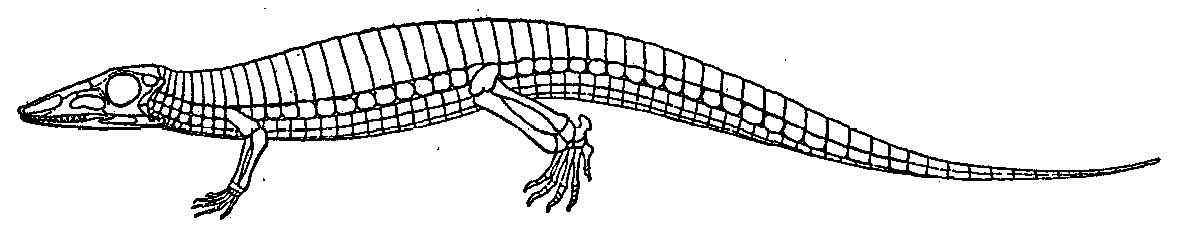
Ricostruzione desueta dello scheletro di Aetosaurus

Oltre ai fossili tedeschi, A. ferratus è noto anche grazie a resti rinvenuti nel Calcare di Zorzino presso Cene (Bergamo), in Italia (Wild, 1989); altri resti probabilmente attribuibili a questa specie sono stati ritrovati in Groenlandia, nella formazione Fleming Fjord, e negli Stati Uniti sudoccidentali, nel gruppo Chinle (questi ultimi fossili sono stati attribuiti a un genere a sé stante, Stenomyti in Small e Martz, 2013). 

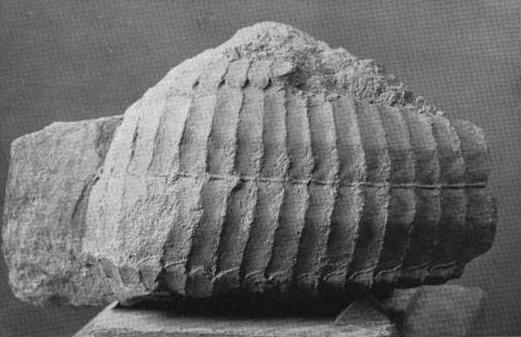
Esemplare tipo di Aetosaurus arcuatus, studiato da Othniel Charles Marsh nel 1896

Nel 1998, il genere Stegomus venne posto in sinonimia con Aetosaurus (Lucas et al., 1998). Stegomus arcuatus venne descritto per la prima volta da Othniel Charles Marsh nel 1896, sulla base di un calco naturale fossile di un aetosauro, noto come YPM 1647, proveniente dalla formazione New Haven nei pressi di Fairfield, in Connecticut (USA). Questo fossile consisteva nel carapace dorsale, ma successivamente vennero descritti altri fossili più completi, comprendenti anche il cranio e la coda, ritrovati nella formazione Passaic (contea di Hinterdon e contea di Somerset, New Jersey) e nella formazione Sanford inferiore (contea di Durham, Carolina del Nord). Lo studio del 1998 indicò Stegomus arcuatus come sinonimo di Aetosaurus sulla base di alcune somiglianze, tra le quali la mancanza di spine laterali e un particolare tipo di sviluppo radiale dei solchi su alcuni scudi caudali.

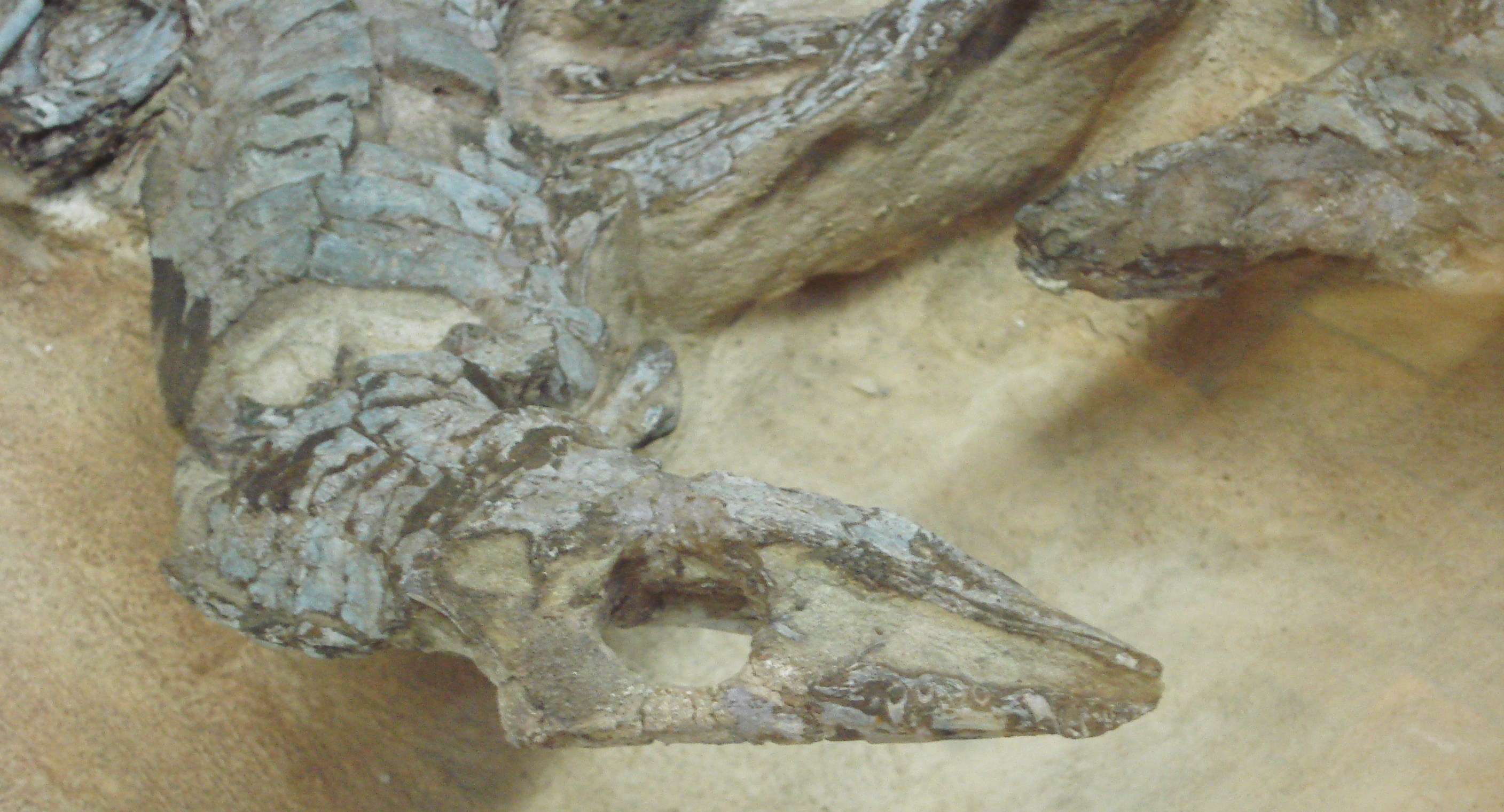
Particolare del cranio di un esemplare di Aetosaurus ferratus

Aetosaurus arcuatus possedeva scudi dorsali molto più ampi che lunghi, anche in confronto alle altre specie di Aetosaurus. La superficie degli scudi possedeva pochi solchi, anche se la porosità dell'arenaria che costituisce i calchi naturali è stata scambiata per questi solchi (Lull, 1953). La coda, dopo una zona iniziale molto larga, si restringeva sensibilmente. Il carapace era particolarmente stretto davanti alla pelvi. 
Nella maggior parte degli studi riguardanti gli aetosauri, Aetosaurus è considerato il membro più basale di questo gruppo (o comunque uno dei più basali), a causa delle caratteristiche morfologiche primitive come la piccola taglia, il carapace lungo e stretto, l'assenza di spine laterali e il muso non specializzato (Parrish 1994; Heckert e Lucas, 1999; Harris et al., 2002; Desojo et al., 2012).